# Nigger
Nigger er et racistisk engelsk skældsord brugt til at nedværdige mennesker med mørk hud og mennesker med afrikansk afstamning. Ordet, der oprindelig betegnede "sort afrikansk slave" er anstødeligt ved at minde om slaveritidens racisme og ved at hudfarven bemærkes og bruges som fornærmelse. 
I USA i dag er ordet bortcensureret i daglige medier eller nævnt med omskrivelsen "the N-word", ganske som andre skældsord "B-word", "the C-word".
Skældsordet er fra slaveritiden, hvor hvide slaveejere i Amerika og i Europa brugte ordet for at betegne de afrikanske mennesker, de brugte som slaver. 
I slutningen af det 20. århundrede havde nogle afrikanske amerikanere genoptaget brugen af ordet for at genvinde ordet og gøre det til internt neutralt, eller for at udtrykke solidaritet, på samme måde som skældsord rettet mod andre etniciteter eller minoriteter, som i dag bruges internt af minoritetsgrupperne. Udefrakommende mennesker, der ikke tilhører minoritetsgrupperne eller etniciteterne, betragtes som dybt anstødelige, hvis de bruger skældsordene. 

## Etymologi
Ordet stammer fra det spanske og portugisiske ord "negro", der er afledt af det latinske niger, og betyder sort.
Ordet nigger var engang også stavet negar, nigra, nigga og neggar.

## Historie
Ordet betragtedes i 1700-tallet som en variant af ordet neger og når det ikke blev brugt som direkte skældsord, var det brugt som overbærende og indirekte racistisk betegnelse. Første nedskrivning af ordet "nigger" stammer fra 1608, ifølge ordbogen Oxford English Dictionary. Ordet "nigger" som direkte skældsord mod mørkhudede mennesker kom på tryk første gang i 1775. 
I løbet af 1800-tallet blev ordet "nigger" mere og mere brugt som dybt anstødeligt skældsord især i Sydstaterne for at vise, at sorte mennesker var underlegne de hvide slaveejere, kunne frit myrdes med lynchning, bruges og sælges som slaver, uden nogen rettigheder osv. 
Som modspil til det anstødelige skældsord, begyndte man i 1850erne Staterne i daglig og offentlig tale at bruge ordene "colored" (farvet) og "negro" som mere respektfulde alternativer, på trods af den stadig underliggende racisme ved at forskelsbehandle og omtale mennesker i kraft af deres hudfarve.
I 1851 havde Boston Vigilance Committee, en organisation der kæmpede imod slaveri, udgivet trykte advarsler og vejledninger til "Colored People of Boston and vincity" (Farvede Folk fra Boston og omegn).
Dette kunne ses i litteraturen, hvor Mark Twain brugte det mere respektfulde "negro", når han skrev i første eller tredje person, og kun skrev "nigger" i gåseøjne som citat af direkte tale i hans autobiografiske bog Livet på Mississippi fra 1883.
I 1904 skrev journalisten Clifton Johnson om hvor fornærmende ordet "nigger" var, og understregede at det var brugt som skældsord i Sydstaterne netop fordi det var mere anstødeligt end "colored" eller "negro".
Ved begyndelsen af det 20. århundrede havde ordet "colored" vundet så tilstrækkeligt indpas, at i 1909 blev det valgt som selvbetegnelse for NAACP, National Association for the Advancement of Colored People, (National Forening For Fremskridt af Farvede Mennesker), den berømte forening, der kæmpede for borgerrettighederne, med Martin Luther King som medlem. 
Ordet "negro" brugtes i USA langt hen i 1960erne under de sorte amerikaneres kamp for borgerrettigheder. Martin Luther King brugte således også ordet "negro" i sine taler. 
I 2008 havde Carla Sims, kommunikationschef for NAACP, udtalt, at NAACP havde valgt ordet "colored" i 1909, fordi det dengang var den mest positive af alle de betegnelser brugt om amerikanere af afrikansk afstamning. Hun mente også, at ordet ikke var nær så nedværdigende som mere forældet og faldet ud af brug.

## Kontroverser
I 1897 havde den britisk-polske forfatter Joseph Conrad udgivet bogen med titlen "The Nigger of the Narcissos" i England, men blev anvist til at skifte titlen til "Children of the sea" i USA. 
Ved udgivelsen af Agatha Christies krimi i England Ten Little Niggers i 1939 var titlen accepteret i England og første danske oversættelse fik også titlen Ti små negerdrenge. Efter anden verdenskrig gav titlen anledning til diskussion, hvorvidt Christie bevidst eller ubevidst var præget af imperialistisk og småracistisk tankegang. Titlen blev ændret til And Then There Were None, ligesom den danske titel blev ændret til En af os er morderen. 
Skældsordet gav også anledning til kontroverser da det blev brugt i sæson 11-premieren af tv-serien South Park, "With Apologies to Jesse Jackson".

## Hiphop
Nutidig popularitet af skældsordet i hiphop musik er resultat af musikernes forsøg på at genvinde ordet fra majoritetsgruppen og gøre det neutral internt i deres befolkningsgruppe. Hiphop musikken har ofte sange, hvor ordet "nigga" forekommer. Som eksempler kan nævnes: musikbandet N.W.A., 50 Cent og Notorious B.I.Gs sang Realest Niggaz, Geto Boys: Real Nigga Shit, Ice Cubes The Wrong Nigga To Fuck With, Snoop Doggy Doggs For All My Niggaz And Bitches, Lil Jon og East Side Boyz og Ice Cubes Real Nigga Roll Call, Onyxs Bitchasniguz, Tupac Shakurs Strictly 4 My N.I.G.G.A.Z., og Ol' Dirty Bastards album Nigga Please.
Dr. Arthur K. Spears, professor og lærer ved The City University of New York, argumenterer for at skelne mellem "nigger" og "nigga", idet han hævder, at "nigger" er et udpræget nedladende ord, mens "nigga" er et neutralt slangord:
"Nigga, stavet således, for at udskille det, har en meget alsidig brug, lige fra skældsord til navn på noget kært: "My nigga" henviser for mange afrikansk-amerikanere til en kæreste eller nogen man har kær på andre måder.

I mange afrikansk-amerikanske kvarterer er nigga simpelthen den mest almindelige begreb brugt til at henvise til enhver mand, af enhver race eller etnicitet. I stigende grad er udtrykket anvendt om enhver person, mand eller kvinde. "Where y’all niggas goin?" siges uden selvhævdelse eller fjendskab til en gruppe kvinder med det rutinemæssige formål at indhente oplysninger. Pointen: Nigga er evaluativt neutral med hensyn til dens iboende betydning: det kan udtrykke positive, neutrale eller negative holdninger. Det er ligesom ordet Republikans, som kan variere fra en fornærmelse hele vejen til et ros."
Han forklarer: "vor tids sprog ignorerer typisk efter eget forgodtbefindende tidligere tiders sociale conditioner".